# Niaqornaarsuk
Niaqornaarsuk (zastarale Niaqornârsuk) je vesnice v kraji Qeqertalik v západním Grónsku. Nachází se u fjordu Arfersiorfik. V roce 2017 tu žilo 293 obyvatel, což z Niaqornaarsuku činí dvaadvacátou největší osadu Grónska.

## Doprava
Air Greenland slouží obci jako součást vládní zakázky, s vrtulníky, které létají pouze v zimě z heliportu Niaqornaarsuk na letiště Aasiaat a heliport Kangaatsiaq. Heliporty v Aasiaatském souostroví jsou jedinečné v tom, že jsou v provozu pouze během zimy a na jaře.
V létě a na podzim, když jsou vody v zálivu Disko sjízdné, komunikace mezi osadami je pouze po moři. Diskoline zajišťuje trajektové spojení Niaqornaarsuku s Kangaatsiaqem, Attu, Iginniarfikem, Ikerasaarsukem, a Aasiaatem.

## Počet obyvatel
Počet obyvatel Niaqornaarsuku byl stabilní v posledních dvou desetiletích, od roku 2010 klesá.